# Hypuralia

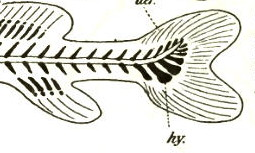
Die Hypuralia sind die mit hy. markierten Knochen unterhalb der Schwanzwirbelsäule

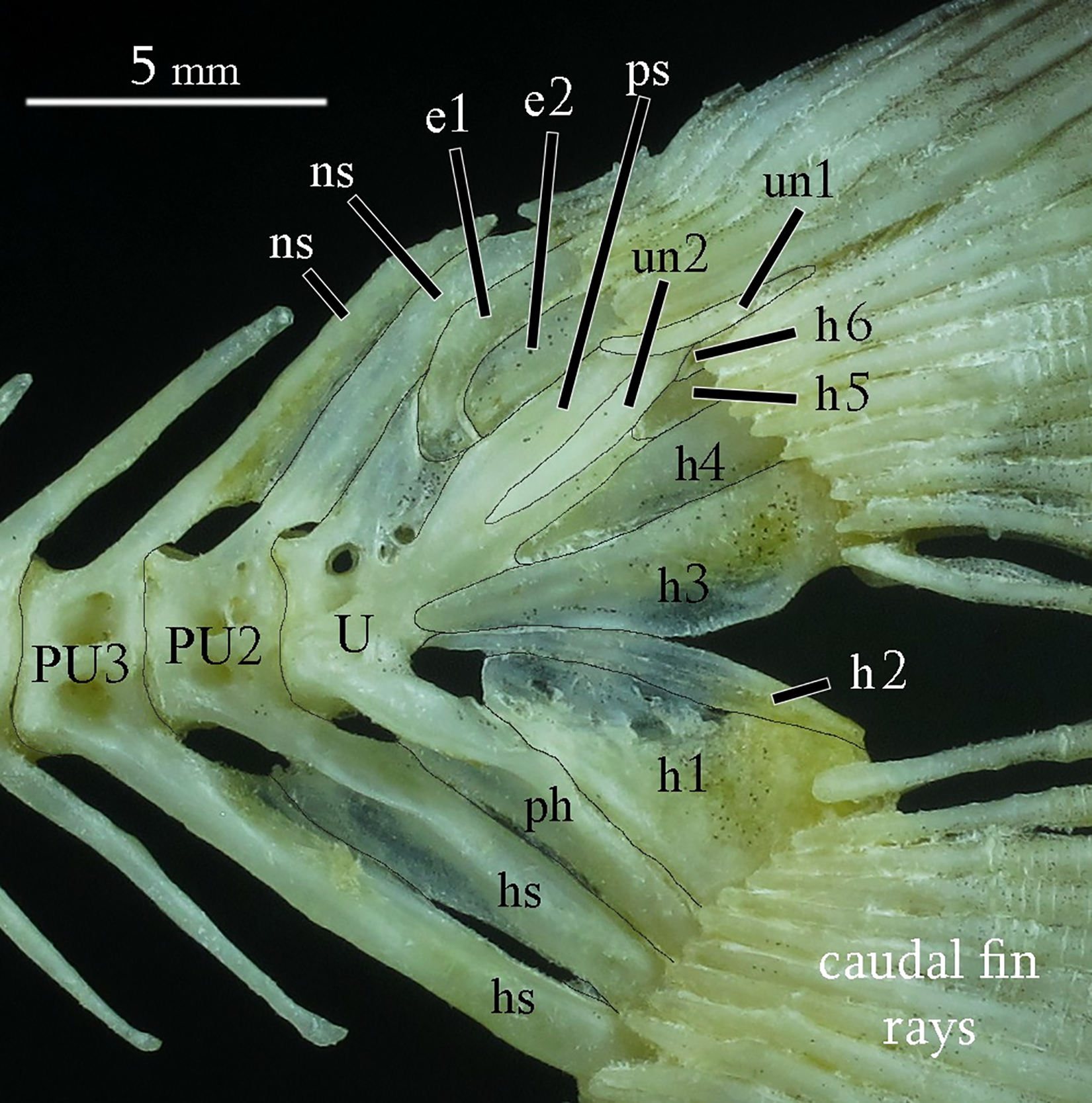
h1 - h6 die Hypuralia im Schwanzskelett von Ossubtus xinguense

Hypuralia sind Stützelemente aus dem Schwanzflossenskelett der Echten Knochenfische (Teleostei). Sie bestehen aus vergrößerten Hämalbögen der Schwanzwirbel und bilden den Ansatz der Schwanzflossenstrahlen.

## Quelle
- Lexikon der Biologie. Band 4, Verlag Herder, Freiburg im Breisgau 1985, ISBN 3-451-19644-1, S. 326.